# 泰山 (电影)
《泰山》是一部由華特迪士尼影業製作、於1999年首次上映的電腦動畫電影。1999年6月18日上映，為第37部華特迪士尼經典動畫長片，同時也是迪士尼文藝復興的最後一部作品。故事內容乃取自於愛德加·萊斯·巴勒斯（Edgar Rice Burroughs）於1912年所寫的作品《人猿泰山》。它是所有和「泰山」這個虛構角色有關聯的作品中最主要的電影作品，該部電影的導演由凱文·利瑪、克里斯·巴克執導，配音陣容包括托尼·戈德溫、蜜妮·卓芙、蘿西·歐唐納、葛倫·克蘿絲、布萊恩·布雷瑟、藍斯·漢里克森、韋恩·奈特和奈傑爾·霍桑等人。
《泰山》的前期製作始於1995年，利瑪被選為導演，巴克則於同年加入。在泰布·墨菲撰寫的初稿之後，鮑勃·祖迪克、諾尼·懷特和大衛·雷諾茲被請來重寫第三幕並為劇本增加額外的發展。英國錄音藝術家菲爾·柯林斯被招募來創作、錄製與馬克曼西納的樂譜相結合的歌曲。與此同時，製作團隊踏上了前往烏干達和肯亞研究大猩猩的考察之旅。《泰山》電影的動畫結合了2D手繪動畫，和使用開創性的電腦動畫軟件系統 Deep Canvas以電腦生成的數位圖像，並分別在加利福尼亚州、奧蘭多和巴黎三地製作。在2002年《星银岛》上映之前，《泰山》曾是影史中製作最昂貴的傳統動畫電影，共達1.3億美元的製作預算。
《泰山》最終於1999年6月12日在埃爾卡皮坦劇院首映，並於1999年6月16日在美國上映。它得到了評論家的積極好評，並稱讚電影中的表演、音樂和動畫，電影的歌曲贏得了奧斯卡最佳原創歌曲獎等多項獎項，其票房超越了之前的兩部經典動畫長片《花木蘭》和《大力士》。最後再美國國內獲得了約1.71億美元、以及全世界總共約4.482億美元的票房收入。成為1999 年票房第五高的電影及票房第二高的動畫電影（僅次於《玩具總動員2》），同時也是繼電影《風中奇緣》以來的第一部上映後就拿到票房冠軍的電影。也是迪士尼於2000年代電影票房開始沒落之前的最後一部高票房作品。
《泰山》的成功使得之後延伸出了許多的衍生作品，包括動畫影集、玩具、電子遊戲及多種相關產品等，其電影續集《泰山2》於2005年推出。

## 劇情
在1880年代晚期，非洲的海岸邊有一艘船發生了船難，船上的一對夫妻帶著他們的小男嬰逃離了著火的船，並漂流到了一個有著熱帶雨林的未知無人島上（他們推測是西非大陸的海岸）。這對夫妻利用了船的殘骸在島上蓋了一個樹屋，並將自己和小男嬰安置在樹屋裡面。不過，不久之後這對夫妻就被一隻兇猛的花豹給殺害了。另一方面，猩猩族群裡領導者哥查（Kerchak）和母猩猩卡娜（Kala）他們有了小孩並且和樂融融，但不幸的有一晚小猩猩趁牠們睡覺時突然跑出去玩，最後被花豹發現並殺害了。痛失孩子的卡娜突然聽到了男嬰的哭聲後就在樹屋中找到了他，雖然她也被花豹攻擊了，但是卻成功帶著男嬰離開了樹屋，並將他帶回猩猩的族中自己扶養。雖然哥查不同意收留他，但卡娜還是堅持要親自扶養他長大，並將他命名為泰山（Tarzan）。雖然泰山仍然能和森林中其他的猩猩和動物交朋友，但畢竟他的外貌和猩猩們截然有別，是卻仍然受到許多猩猩的厭惡和排擠。泰山在森林中最好的兩個朋友就是猩猩托托（Terk）與大象丹丹（Tantor）。後來，泰山就發現自己沒有辦法融入猩猩的族群，於是就想要做一些事情來凸顯自己。他製造了一些武器和獲得食物的工具，他長大後甚至能夠用他所製造了武器來殺掉花豹，於是他終於獲得了哥查的信任和尊重。
有一天，從英國來的探險隊抵達了猩猩們生存的地方。探險家包括了獵人克里頓（Clayton）、布教授（Professor Porter）和他的女兒珍妮（Jane Porter）。在導覽中，珍妮不小心脫離了隊伍，並被一群狒狒追著跑。泰山看到以後就救了她，並發現珍妮和自己是相同的物種：人類。珍妮後來就帶著泰山回到了探險隊的隊伍中，而布教授和克里頓都對泰山起了很大的興趣，前者是想要研究泰山在沒有人類的環境下成長的情況，後者則是想要讓泰山帶領他們找到猩猩的居住地，並將猩猩們帶回英國。雖然哥查警告泰山要小心人類，但是泰山卻仍然不斷的到布教授的營地去向他和珍妮學習人類的世界以及英語，甚至和珍妮互相戀愛了。但是，克里頓無論如何都沒有辦法說服泰山帶領他去尋找猩猩，因為泰山擔心如果將人類帶去猩猩的居住地，哥查會攻擊他們。
當探險隊的船來接他們回去英國時，克里頓就告訴泰山說如果他能夠讓珍妮見到猩猩們的話，珍妮就會永遠留在島上而不回去英國了。於是泰山就終於同意帶著探險隊去猩猩們的住處。托托和丹丹就在這時打發哥查去了別的地方，以免他攻擊人類。布教授和珍妮看到了猩猩們後就感到很興奮，還跟牠們互動，但哥查卻回來了，牠看到人類後就很生氣，將他們驅離了猩猩的棲息地，同時也對泰山的行為感到很憤怒。後來，卡娜就帶泰山回到了泰山真正的父母生前住的樹屋，並將泰山的身世如實的告訴了他，也給他看了他父母的照片。雖然不是很願意看到泰山離開，但是卡娜仍然告訴泰山如果他想要的話，就建議他跟著珍妮一起回到人類的世界，在那裡泰山比較能夠被接受。泰山於是就決定和珍妮一起離開小島，但卻在上船後被克里頓的海盜手下攻擊，然後被關在船的貨艙中。克里頓打算帶著這群手下將森林中所有的猩猩都抓起來並帶回英國以高價賣出。後來，泰山在托托和丹丹的幫助下成功逃離了貨艙，並回到了島上，想要拯救自己的家人。
其餘的猩猩（包括卡娜）和動物們都被泰山和珍妮等人釋放了，而克里頓的手下也都被動物們嚇跑了，有的還被關到籠子裡。哥查和泰山一起和克里頓戰鬥，而哥查卻被槍射傷了。克里頓和泰山追到了一個布滿了樹藤的樹林中，而泰山成功地摧毀了他的槍。當克里頓手持獵刀打算將泰山殺掉時，不小心纏到了樹藤中，他不顧泰山的警告，拚命的用刀子切斷纏繞在他身上的樹藤，但卻導致自己從樹上掉了下去樹藤勒緊脖子而絞死。哥查在死前終於承認了泰山是他自己的兒子，並希望他在自己死後作為猩猩的領導者。
隔天，布教授和珍妮就準備要離開這個島回去英國了，而泰山則選擇要留在島上帶領其他的猩猩。而布教授就鼓勵自己的女兒，如果珍妮真的喜歡泰山，就留在這個島上陪他。於是珍妮決定跳下船並留在島上陪泰山，不久之後布教授想到利用失蹤為理由就跳下了船，游回了島上。他們三個人就融入了猩猩的族群，並一起快樂的生活。

## 配音员
| 配音                         | 配音                                                            | 配音                                                                  | 配音                                                                      | 角色                                     |
| 英版                         | 台版                                                            | 港版                                                                  | 陸版                                                                      | 角色                                     |
| ---------------------------- | --------------------------------------------------------------- | --------------------------------------------------------------------- | ------------------------------------------------------------------------- | ---------------------------------------- |
| 托尼·戈德溫 艾力克斯·迪·林茲 | 金城武                                                          | 金城武                                                                | 张国立 周洲（幼年）                                                       | 泰山（Tarzan）                           |
| 托尼·戈德溫 艾力克斯·迪·林茲 | 張宇豪（幼年）                                                  | 張裕東（幼年）                                                        | 张国立 周洲（幼年）                                                       | 泰山（Tarzan）                           |
| 蜜妮·卓芙                    | 楊采妮                                                          | 楊采妮                                                                | 刘蓓                                                                      | 布珍妮（Jane Porter）                    |
| 布萊恩·布雷斯                | 杜德勳                                                          | 王偉                                                                  | 張瑤函                                                                    | 克里頓（Clayton）                        |
| 奈杰尔·霍桑                  | 孫中台                                                          | 甄錦華                                                                | 周啟勛                                                                    | 布教授（Professor Archimedes Q. Porter） |
| 蘿西·歐唐納                  | 柳翰雅                                                          | 吳君如 白嘉倩（唱）                                                   | 林美玉                                                                    | 托托（Terk）                             |
| 格伦·克洛斯                  | 張艾嘉                                                          | 龍寶鈿 劉雅麗（唱）                                                   | 李慧敏                                                                    | 卡娜（Kala）                             |
| 兰斯·亨利克森                | 康殿宏                                                          | 盧雄                                                                  | 王玉立                                                                    | 哥查（Kerchak）                          |
|                              | 楊少文 林澤延（幼年）                                           | 李建良 湛雅媛（幼年）                                                 | 刘峥 高博宇（幼年）                                                       | 丹丹（Tantor）                           |
| 埃里克·溫·德坦 詹森·馬斯登   |                                                                 |                                                                       |                                                                           | （Flynt and Mungo）                      |
| 克里斯·桑德斯                |                                                                 |                                                                       |                                                                           | （Baby Babboon）                         |
| Blake McIver Ewing           |                                                                 |                                                                       |                                                                           | （Baby Terk）                            |
| 弗兰克·维尔克                |                                                                 |                                                                       |                                                                           | （Sabor）                                |
| 吉姆·康明斯                  | 趙明哲 鄭仁麗 陳季霞 柳超堅 洪明 胡大衛 姜先誠 雷威遠 劉安 王彬 | 謝月美 周志輝 高翰文 羅嘉健 盧家煒 龍天生 陳安瑩 潘芳芳 曾佩儀 羅君左 | 李蕴杰 刘雪婷 赵虹 张丽敏 徐丹 马海燕 星群 付绍业 严安 金永钢 严明 潘淑兰 | 其他角色                                 |

## 製作
《泰山》的製作團隊為了要製造新的3D背景，於是就開發了一個名叫「Deep Canvas」的3D繪圖技術軟體，根據這部電影的藝術指導丹尼爾·聖皮爾（Daniel St. Pierre）的敘述，這個軟體能夠讓畫家製作出看起來像傳統畫作的電腦繪圖，因為它能夠保有原本畫作筆跡的線條，並在使用3D的方式呈現時仍然不失效用。因為這個軟體的開發，美國電影藝術與科學學會還於2003年頒給了這個軟體的製作團隊一個特殊獎項。
在這部電影之後，「Deep Canvas」也有用在電影《失落的帝國》中，特別是電影中亞特蘭提斯島的全景畫面以及部分的動作場面等。在這個軟體增加了支援背景可以有移動項目的功能後，它就被用在了迪士尼的動作電影《星銀島》75%的場景中。除此之外，由於該軟體較適合用在模糊、尖銳度不高的圖畫上，而《星銀島》的背景較為清楚且銳利，換句話說，《星銀島》的繪圖方式不太適合和這個軟體作搭配及運用，因此，最終呈現出來的效果就不是那麼好。

### 行銷
這部電影也發行了許多動作片段的場景圖片、絨毛娃娃以及相關產品，包括了Gund公司製作的玩偶：會講話的托托和丹丹。

### 音樂
《泰山》電影中的音樂是由菲爾·柯林斯製作並演出的：
- Two Worlds（國語版《兩個世界》、粵語版《兩個世界》皆由周華健演唱）
- You'll Be in My Heart（由葛倫·克蘿絲演唱，國語版《你在我心裡面》、粵語版《我深心的愛》皆由周華健演唱，《你在我心裡面》另有與张艾嘉合唱版本，《我深心的愛》另有與刘雅丽合唱版本，日文版由傑尼斯偶像團體V6隊長坂本昌行以Marsa Sakamoto名義演唱）
- Son of Man（國語版《小泰山》、粵語版《天之驕子》皆由周華健演唱）
- Trashin' the Camp
- Strangers Like Me（國語版《奇妙的感覺》、粵語版《這世界睇清楚》皆由周華健演唱）

以上五首歌曲中，「Trashin' the Camp」和「You'll Be in My Heart」是由電影中的角色演唱，而原聲帶中這五首歌以外的曲目皆為背景音樂。
娛樂周刊中，泰·布爾（Ty Burr）給了這個專輯一個「B-」，說到這個專輯中有太多重複的曲目等等缺點，且有點像是《獅子王》和《星際大戰》的原聲帶。

## 泰山電影原聲帶
專輯曲目 
1. Two Worlds Hot
2. You'll Be In My Heart
3. Son Of Man Hot
4. Trashin' The Camp
5. Strangers Like Me
6. Two Worlds Reprise
7. Trashin' The Camp (Phil And 'N Sync Version)
8. You'll Be In My Heart Hot
9. Two Worlds (Phil Version)
10. A Wondrous Place
11. Moves Like An Ape, Looks Like A Man
12. The Gorillas
13. One Family
14. Two Worlds Finale

## 迪士尼動畫與原作相異之處

### 故事發展
- 泰山的親生父母，實際是來自英國的貴族，兩位的本名是：約翰·克里頓二世，葛雷史東克伯爵【葛雷史東克勳爵】（John Clayton II，Earl Greystoke（Lord Greystoke））與愛麗絲·盧瑟福特·克里頓，葛雷史東克伯爵夫人（Alice Rutherford Clayton，Lady Greystoke），但在動畫裡並沒有表明。
- 原作中泰山是在非洲的小木屋裡出生的，但動畫一開始泰山的親生父母在遇船難時他就已經出生了。
- 泰山的父親約翰·克里頓二世（葛雷史東克伯爵），遇害前曾遇到一隻襲擊他們的巨猿，在葛雷史東克伯爵打死那巨猿後過一段時間，泰山的母親愛麗絲在1888年11月22日生下泰山（即約翰·克里頓三世（John Clayton III）），之後過了一年整的1889年11月22日因水土不服而在睡夢中過世。泰山的父親約翰·克里頓二世不是被花豹殺害，而是被巨猿的首領哥查殺死的。
- 原作猩猩哥查是一位凶狠具有領導性的巨猿，猩猩卡娜為了躲避哥查的威脅，在逃跑時不慎摔死了孩子，而她的孩子在原作裡是女兒。
- 原作卡娜在哥查弄死葛雷史東克伯爵後，看到哥查正打算弄死搖籃裡襁褓的泰山時，卡娜搶先一步保護泰山，接著把她自己女兒的屍骸放在泰山原本睡的搖籃裡，但在動畫裡她和哥查的兒子全被花豹吃了。
- 猩猩卡娜的丈夫在原作中不是哥查，而是另一位叫圖布拉特（Tublat）「猿類語意思為「破鼻子」」的巨猿，牠的戲分在動畫裡都被哥查給取代了，圖布拉特在電視動畫《泰山傳奇》（The Legend of Tarzan）中登場。
- 托托在原作中原是對泰山不滿的一位叫托可茲（Terkoz）的公猩猩，在迪士尼動畫裡把他的性別改成母猩猩，並把名字改成托托（Terk），在泰山2裡有說她的全名叫托琪娜（Terkina）。
- 原作中珍妮的法籍女傭愛絲梅拉達（Esmeralda）和法籍陸軍中尉保羅·達諾（Paul D'Arnot）並沒有在動畫裡登場，但原作的山繆爾·T·菲蘭德（Samuel T. Philander）在電視動畫《泰山傳奇》（The Legend of Tarzan）中登場。
- 泰山曾經出走過，也曾去過他父母所建造的小木屋，並稱那裡為知識屋，在那裡無師自通自己學會讀書認字，並在此自知自己和猩猩們不一樣，並非像動畫裡那樣由珍妮來教他讀書認字。
- 原作中的威廉·賽西爾·克里頓（William Cecil Clayton），其實就是迪士尼動畫裡的克里頓[7]，他和泰山其實是堂兄弟的關係，原作中他在葛雷史東克伯爵夫婦失蹤後，偷了泰山父母的爵位和城堡，在之後泰山為了愛去法國找珍妮的時候他的身世更加明朗，但是動畫中並沒有敘說泰山他和克里頓兩人的關係。另外在電視動畫《泰山傳奇》（The Legend of Tarzan）中的其中一集（Tarzan and the Gauntlet of Vengeance），克里頓有一個名為“沃爾瑟姆夫人”（Lady Waltham）的妹妹。
- 原作中泰山的本名是約翰·克里頓三世，葛雷史東克勳爵（John Clayton III，Lord Greystoke），而泰山的身世其實是被珍妮和威廉·賽西爾·克里頓揭露時才得知了泰山的身分來頭可能不小，也確定死在樹屋裡的兩具骸骨是葛雷史東克伯爵夫婦，也推算出泰山可能就是他們的孩子（即約翰·克里頓三世），後來在泰山前往法國時，受到當時一起去的法國朋友保羅·達諾的指紋鑑定結果，確認泰山就是貴族葛雷史東克伯爵家族的人「泰山即是葛雷史東克勳爵（約翰·克里頓三世）」，也得知所有的一切名聲都被堂哥威廉·賽西爾·克里頓偷走了。
- 原作泰山最後為了愛有而和保羅·達諾一起到法國，在那裡找到珍妮還有堂哥威廉，並在其後因為某要害他的陰謀在陰錯陽差下又回到了非洲叢林，但動畫最後並沒有離開非洲與珍妮一起去英國，反而是珍妮和波特教授主動留下來。

### 客串角色的譯名
克里頓的兩位部下的名字，一位叫瓊斯（Jones）與另一位叫史奈普（Snipe），在中國大陸版分別譯成「瓊斯」和「強手」，但在台灣版兩位都被譯成「阿忠」（但對照英語版本字幕「Snipe」被譯成「史奈普」）。

### 時代台詞錯誤
- 波特教授在泰山願意和珍妮還有克里頓他們搭船回英國時，曾經對泰山說可以見到幾位人士如：達爾文、吉卜林、維多利亞女王，在動畫將泰山的成人年齡訂為20歲，並以原作小說給泰山定的出生年來看，泰山20歲時所在的年代可能為20世紀的1909年（原作第18章泰山看了珍妮寫給海柔（Hazel）的信裡提到1909年2月3日）。首先是達爾文已經在1882年過世，以當時的時間來看他已經死了20多年。而吉卜林常往英國和印度兩地奔波，不見得可以見到面，不過他同時也是是迪士尼《森林王子》故事的原作者，維多利亞女王早在1901年過世了，雖然在第一次世界大戰前都可稱為是維多利亞時期，但當時的英國是在國王愛德華七世的統治下。※台灣中文版裡把「吉卜林」錯譯成「莎士比亞」（以當時的時代來看，莎士比亞已經死了約300年的時間），而對照英文版中文字幕也錯譯成某德國設計家「齊柏林」（Zeppelin），但中國版的譯名是正確的作家「吉卜林」。

## 發行
《泰山》這部電影的普通VHS和DVD版本皆於2000年2月1日發行。迪士尼也於2000年4月18日發行了一個雙碟的典藏版，內容增加了幕後製作、音樂錄影帶以及遊戲等等。後來，2005年10月15日迪士尼又再度發行了一個單碟的特別版。

## 各國上映日期
《泰山》在全球有達36個國家和地區放映。
| 國家／地區 | 上映日期（原版）                                      | 上映日期（特別版） | 備註                                                                   |
| ---------- | ----------------------------------------------------- | ------------------ | ---------------------------------------------------------------------- |
| 以色列     | 1999年6月17日                                         |                    |                                                                        |
| 马来西亚   | 1999年6月17日                                         |                    |                                                                        |
| 新加坡     | 1999年6月17日                                         |                    |                                                                        |
| 美国       | 1999年6月18日                                         | 2005年10月25日     |                                                                        |
| 哥伦比亚   | 1999年6月18日                                         |                    |                                                                        |
| 巴西       | 1999年7月2日                                          |                    |                                                                        |
| 阿根廷     | 1999年7月8日                                          |                    |                                                                        |
| 香港       | 1999年7月10日                                         |                    | 粵語版本                                                               |
| 印度尼西亞 | 1999年7月9日                                          |                    | 只在雅加達上映                                                         |
| 菲律賓     | 1999年7月14日                                         |                    | 只在马尼拉上映                                                         |
| 墨西哥     | 1999年7月16日                                         |                    |                                                                        |
|            | 1999年7月17日                                         |                    |                                                                        |
| 埃及       | 1999年9月1日                                          |                    |                                                                        |
| 新西兰     | 1999年9月2日                                          |                    |                                                                        |
|            | 1999年9月9日                                          |                    |                                                                        |
| 泰國       | 1999年10月8日                                         |                    |                                                                        |
| 英国       | 1999年10月22日                                        | 2005年5月9日       |                                                                        |
| 中国       | 1999年11月3日                                         |                    | 普通话版本                                                             |
| 日本       | 1999年11月7日（第一階段） 1999年12月18日（第二階段）  |                    | 第12屆東京國際電影節期間上映（第一階段） 全國上映（第二階段） 日語版本 |
| 德国       | 1999年11月11日                                        | 2005年6月9日       | 德語版本                                                               |
| 丹麦       | 1999年11月12日                                        |                    |                                                                        |
| 瑞典       | 1999年11月12日                                        |                    |                                                                        |
| 荷蘭       | 1999年11月18日（首映） 2000年7月6日（重映）           |                    |                                                                        |
| 瑞士       | 1999年11月18日（第一階段） 1999年11月24日（第二階段） |                    | 德語版本（第一階段） 法語版本（第二階段）                              |
| 冰島       | 1999年11月19日                                        |                    |                                                                        |
| 波蘭       | 1999年11月19日                                        |                    |                                                                        |
| 比利时     | 1999年11月24日                                        |                    | 法語版本                                                               |
| 法國       | 1999年11月24日（首映） 2000年7月12日（重映）          | 2005年4月6日       | 法語版本                                                               |
| 匈牙利     | 1999年11月25日                                        |                    |                                                                        |
| 西班牙     | 1999年11月26日                                        |                    | 西班牙語版本                                                           |
| 葡萄牙     | 1999年11月26日                                        |                    |                                                                        |
| 馬爾他     | 1999年12月1日                                         |                    |                                                                        |
| 斯洛伐克   | 1999年12月2日                                         |                    |                                                                        |
| 義大利     | 1999年12月3日                                         |                    | 意大利語版本                                                           |
| 芬兰       | 1999年12月3日                                         |                    |                                                                        |
| 爱沙尼亚   | 1999年12月10日                                        |                    |                                                                        |
| 科威特     | 2000年1月22日                                         |                    |                                                                        |

## 評價
這部電影的評價普遍上來說大多屬於正面的，它在爛番茄網站中拿到了88%的正面評價，某些影評網站則說到，雖然這部電影的背景屬於電腦動畫，但是仍然看得出它是由羽毛筆一筆一畫而畫成的。

### 獎項
《泰山》這部電影贏得了以下的獎項：
- 2000年金球獎之「最佳原創歌曲獎」－「You'll Be in My Heart」（菲爾·柯林斯）
- 2000年奧斯卡金像獎之「最佳原創歌曲獎」－「You'll Be in My Heart」（菲爾·柯林斯）
- 2000年葛萊美獎之「最佳影視媒體作品作曲專輯獎」

#### 安妮獎
《泰山》這部電影贏得了以下的安妮獎獎項：
| 結果 | 獎項                         | 被提名／獲獎人                                  |
| ---- | ---------------------------- | ----------------------------------------------- |
| 提名 | 最佳動畫片獎                 |                                                 |
| 提名 | 個別獎項之最佳動畫導演獎     | 克里斯·巴克 凱文·利瑪                           |
| 提名 | 個別獎項之最佳動畫寫作獎     | 泰柏·墨菲 巴布·卒迪克 諾尼·懷特                 |
| 提名 | 個別獎項之最佳動畫故事獎     | 布萊恩·皮曼特                                   |
| 提名 | 個別獎項之最佳動畫製作設計獎 | 丹尼爾·聖皮爾                                   |
| 提名 | 個別獎項之最佳動畫角色獎     | 肯·唐肯（珍妮）                                 |
| 提名 | 個別獎項之最佳動畫角色獎     | 葛連·基恩（泰山）                               |
| 提名 | 個別獎項之最佳動畫效果獎     | 彼特·迪孟德                                     |
| 提名 | 個別獎項之最佳動畫配音獎     | 蜜妮·卓芙（珍妮）                               |
| 提名 | 個別獎項之最佳動畫音樂獎     | 菲爾·柯林斯                                     |
| 獲獎 | 動畫領域特殊技術獎           | 艾力克·丹尼爾斯 （因軟體「Deep Canvas」的開發） |

## 發行
這部電影的DVD版本在中國大陸和台灣等地已分别由中录德加拉和博伟发行，电影原声带則先後由滚石和EMI、艾迴发行。

## 外部連結
- 互联网电影数据库（IMDb）上《泰山》的资料（英文）
- 爛番茄上《泰山》的資料（英文）
- Metacritic上《泰山》的資料（英文）
- Box Office Mojo上《泰山》的資料（英文）
- AllMovie上《泰山》的资料（英文）
- 開眼電影網上《泰山》的資料（繁體中文）
- 时光网上《泰山》的資料（简体中文）
- 豆瓣电影上《泰山》的資料 （简体中文）